# Elezioni comunali nel Lazio del 2001
Le elezioni comunali nel Lazio del 2001 si tennero il 13 maggio (con ballottaggio il 27 maggio). 

## Roma

### Roma
| Candidati e Liste                                        | Voti      | %      | Seggi |
| -------------------------------------------------------- | --------- | ------ | ----- |
| Walter Veltroni                                          | 800.275   | 48,35  | -     |
| Democratici di Sinistra                                  | 238.092   | 17,64  | 15    |
| Lista Civica Roma per Veltroni                           | 146.463   | 10,85  | 9     |
| La Margherita                                            | 111.315   | 8,25   | 7     |
| Partito della Rifondazione Comunista                     | 61.728    | 4,57   | 3     |
| Federazione dei Verdi                                    | 31.698    | 2,35   | 2     |
| Partito dei Comunisti Italiani                           | 15.462    | 1,15   | -     |
| Socialisti Democratici Italiani                          | 9.244     | 0,68   | -     |
| Antonio Tajani                                           | 746.846   | 45,12  | 1     |
| Alleanza Nazionale                                       | 283.922   | 21,04  | 11    |
| Forza Italia                                             | 259.514   | 19,23  | 10    |
| Centro Cristiano Democratico-Cristiani Democratici Uniti | 41.148    | 3,05   | 1     |
| Roma Nostra per Tajani                                   | 37.393    | 2,77   | 1     |
| Nuovo PSI                                                | 8.268     | 0,61   | -     |
| Partito Repubblicano Italiano                            | 3.136     | 0,23   | -     |
| Partito Liberale-Verdi Verdi                             | 2.958     | 0,22   | -     |
| Pensionati e Invalidi                                    | 1.985     | 0,15   | -     |
| Democrazia Moderna                                       | 1.584     | 0,12   | -     |
| Democrazia Attiva                                        | 1.025     | 0,08   | -     |
| Sergio D'Antoni                                          | 40.025    | 2,42   | -     |
| Democrazia Europea                                       | 28.905    | 2,14   | -     |
| Pensionati Uniti                                         | 4.686     | 0,35   | -     |
| Giovanni Roma                                            | 19.064    | 1,15   | -     |
| Italia dei Valori                                        | 17.917    | 1,33   | -     |
| Angiolo Bandinelli                                       | 16.483    | 1,00   | -     |
| Lista Emma Bonino                                        | 14.236    | 1,05   | -     |
| Isabella Rauti                                           | 9.551     | 0,58   | -     |
| Fiamma Tricolore                                         | 8.709     | 0,65   | -     |
| Adriano Tilgher                                          | 5.937     | 0,36   | -     |
| Fronte Sociale Nazionale                                 | 5.361     | 0,40   | -     |
| Guido Mussolini                                          | 3.497     | 0,21   | -     |
| Forza Nuova                                              | 2.732     | 0,20   | -     |
| Alessandro Cicero                                        | 3.294     | 0,20   | -     |
| Polo di Centro                                           | 1.649     | 0,12   | -     |
| Dario Di Francesco                                       | 2.996     | 0,18   | -     |
| Avanti Lazio                                             | 2.738     | 0,20   | -     |
| Mario Adinolfi                                           | 1.587     | 0,10   | -     |
| Democrazia Diretta                                       | 1.543     | 0,11   | -     |
| Michele Capuano                                          | 1.539     | 0,09   | -     |
| Democrazia Popolare                                      | 1.609     | 0,12   | -     |
| Giuseppe Conti                                           | 1.152     | 0,07   | -     |
| Movimento Italiano per i Diritti degli Animali           | 1.091     | 0,08   | -     |
| Antonio Licata                                           | 1.125     | 0,07   | -     |
| Popolari Europei                                         | 1.984     | 0,15   | -     |
| Loredana Cici                                            | 1.010     | 0,06   | -     |
| Partito Umanista                                         | 856       | 0,06   | -     |
| Maurizio Saracini                                        | 710       | 0,04   | -     |
| L'Italia dei Cittadini                                   | 739       | 0,05   | -     |
| Totale alle liste                                        | 1.349.690 | 100,00 | 59    |
| TOTALE                                                   | 1.655.091 | 100,00 | 60    |

### Ardea
| Candidati e Liste                    | Voti   | %      | Seggi |
| ------------------------------------ | ------ | ------ | ----- |
| Roberta Ucci                         | 12.465 | 63,48  | -     |
| Forza Italia                         | 4.595  | 25,57  | 6     |
| Alleanza Nazionale                   | 4.294  | 23,89  | 6     |
| Centro Cristiano Democratico         | 2.141  | 11,91  | 2     |
| Democrazia Europea                   | 683    | 3,80   | -     |
| Cristiani Democratici Uniti          | 484    | 2,69   | -     |
| Nuovo PSI                            | 79     | 0,44   | -     |
| Francesco Paolo Lo Reto              | 4.809  | 24,49  | 1     |
| Democratici di Sinistra              | 1.494  | 8,31   | 2     |
| La Margherita                        | 1.241  | 6,91   | 1     |
| Partito della Rifondazione Comunista | 684    | 3,81   | 1     |
| Nuova Ardea                          | 453    | 2,52   | -     |
| Federazione dei Verdi                | 329    | 1,83   | -     |
| Martino Farneti                      | 1.899  | 9,67   | 1     |
| Farneti per Ardea                    | 1.113  | 6,19   | -     |
| Mounir Kordi                         | 464    | 2,36   | -     |
| Rinnovamento per Ardea               | 381    | 2,12   | -     |
| Totale alle liste                    | 17.971 | 100,00 | 18    |
| TOTALE                               | 19.637 | 100,00 | 20    |

### Ariccia
| Candidati e Liste                                        | Voti   | %      | Seggi |
| -------------------------------------------------------- | ------ | ------ | ----- |
| Vittorioso Frappelli                                     | 5.302  | 43,94  | -     |
| Forza Italia                                             | 2.042  | 19,44  | 6     |
| Alleanza Nazionale                                       | 1.044  | 9,94   | 3     |
| Centro Cristiano Democratico-Cristiani Democratici Uniti | 936    | 8,91   | 1     |
| Nuovo PSI                                                | 656    | 6,24   | 1     |
| Lista Civica                                             | 290    | 2,76   | -     |
| Fausto Antonio Barbetta                                  | 3.538  | 29,32  | 1     |
| Alleanza per Ariccia                                     | 1.257  | 11,97  | 1     |
| Lista Civica                                             | 891    | 8,48   | 1     |
| Comunisti Italiani                                       | 715    | 6,81   | 1     |
| Mario Asaro                                              | 3.226  | 26,74  | 1     |
| Democratici di Sinistra                                  | 1.382  | 13,16  | 2     |
| La Margherita                                            | 753    | 7,17   | 1     |
| Partito della Rifondazione Comunista                     | 380    | 3,62   | -     |
| Il Girasole                                              | 159    | 1,51   | -     |
| Totale alle liste                                        | 10.505 | 100,00 | 18    |
| TOTALE                                                   | 12.066 | 100,00 | 20    |

### Ciampino
| Candidati e Liste                                        | Voti   | %      | Seggi |
| -------------------------------------------------------- | ------ | ------ | ----- |
| Walter Enrico Perandini                                  | 12.224 | 49,32  | -     |
| Democratici di Sinistra                                  | 4.888  | 21,61  | 9     |
| La Margherita                                            | 2.423  | 10,71  | 4     |
| Federazione dei Verdi                                    | 1.312  | 5,80   | 2     |
| Partito della Rifondazione Comunista                     | 865    | 3,82   | 1     |
| Lista Civica                                             | 802    | 3,55   | 1     |
| Socialisti Democratici Italiani                          | 538    | 2,38   | 1     |
| Elio Addessi                                             | 10.975 | 44,28  | 1     |
| Forza Italia                                             | 4.798  | 21,21  | 6     |
| Alleanza Nazionale                                       | 2.781  | 12,29  | 3     |
| Lista Civica                                             | 1.497  | 6,62   | 1     |
| Centro Cristiano Democratico-Cristiani Democratici Uniti | 761    | 3,36   | -     |
| Nuovo Centro                                             | 281    | 1,24   | -     |
| Nuovo PSI                                                | 255    | 1,13   | -     |
| Sebastiano Montali                                       | 1.018  | 4,11   | 1     |
| Democrazia Europea                                       | 532    | 2,35   | -     |
| Lista Civica                                             | 252    | 1,11   | -     |
| Movimento Sociale Fiamma Tricolore                       | 132    | 0,58   | -     |
| Domenico Boiano                                          | 568    | 2,29   | -     |
| Italia dei Valori                                        | 504    | 2,23   | -     |
| Totale alle liste                                        | 22.621 | 100,00 | 28    |
| TOTALE                                                   | 24.785 | 100,00 | 30    |

### Civitavecchia
| Candidati e Liste                                        | Voti   | %     | Seggi |
| -------------------------------------------------------- | ------ | ----- | ----- |
| Alessio De Sio                                           | 15.792 | 45,99 | -     |
| Forza Italia                                             | 6.094  | 20,66 | 9     |
| Alleanza Nazionale                                       | 3.983  | 13,50 | 5     |
| Centro Cristiano Democratico-Cristiani Democratici Uniti | 1.179  | 4,00  | 1     |
| Lista Civica                                             | 997    | 3,38  | 1     |
| Lista Civica                                             | 775    | 2,63  | 1     |
| Lista Civica                                             | 666    | 2,26  | 1     |
| Nuovo PSI                                                | 292    | 0,99  | -     |
| Carlo Alberto Falzetti                                   | 16.090 | 46,86 | 1     |
| Democratici di Sinistra                                  | 5.895  | 19,99 | 6     |
| Rifondazione Comunista                                   | 2.113  | 7,16  | 2     |
| Lista civica di centro-sinistra                          | 1.958  | 6,64  | 1     |
| Socialisti Democratici Italiani                          | 1.426  | 4,83  | 1     |
| Lista Civica                                             | 1.211  | 4,11  | 1     |
| Partito Popolare Italiano                                | 721    | 2,44  | -     |
| Aldo Gatti                                               | 1.051  | 3,06  | -     |
| Unione Democratica per la Repubblica                     | 959    | 3,25  | -     |
| Emilio Leoncini                                          | 805    | 2,34  | -     |
| Lista Civica                                             | 713    | 2,42  | -     |
| Lucia Bartolini                                          | 377    | 1,10  | -     |
| Lista Civica                                             | 317    | 1,07  | -     |
| Gabriele Pedrini                                         | 220    | 0,64  | -     |
| Fiamma Tricolore                                         | 196    | 0,66  | -     |
| Totale alle liste                                        | 29.495 | 100   | 29    |
| TOTALE                                                   | 34.335 | 100   | 30    |

### Colleferro
| Candidati e Liste                                        | Voti   | %     | Seggi |
| -------------------------------------------------------- | ------ | ----- | ----- |
| Mario Catoni                                             | 8.070  | 54,04 | -     |
| Alleanza Nazionale                                       | 2.723  | 21,20 | 5     |
| Forza Italia                                             | 2.620  | 20,40 | 4     |
| Aria Nuova                                               | 1.112  | 8,66  | 2     |
| Democratici Europei per Colleferro                       | 541    | 4,21  | 1     |
| Centro Cristiano Democratico-Cristiani Democratici Uniti | 368    | 2,87  | -     |
| Angelo Mulliri                                           | 5.131  | 34,36 | 1     |
| Democratici di Sinistra                                  | 1.487  | 11,58 | 3     |
| La Margherita                                            | 1.161  | 9,04  | 2     |
| Il Girasole                                              | 756    | 5,89  | 1     |
| Insieme per Colleferro                                   | 372    | 2,90  | -     |
| Rifondazione Comunista                                   | 368    | 2,87  | -     |
| Comunisti Italiani                                       | 124    | 0,97  | -     |
| Arnaldo Giani                                            | 1.355  | 9,07  | 1     |
| Lista Civica per Colleferro                              | 888    | 6,91  | -     |
| Velio Di Rezze                                           | 378    | 2,53  | -     |
| Vola Colleferro                                          | 324    | 2,52  | -     |
| Totale alle liste                                        | 12.844 | 100   | 18    |
| TOTALE                                                   | 14.934 | 100   | 20    |

### Genzano di Roma
| Candidati e Liste        | Voti   | %     | Seggi |
| ------------------------ | ------ | ----- | ----- |
| Giancarlo Pesoli         | 7.459  | 46,54 | -     |
| Democratici di Sinistra  | 3.698  | 28,23 | 7     |
| La Margherita            | 1.643  | 12,54 | 3     |
| Rifondazione Comunista   | 1.071  | 8,18  | 2     |
| Vittorio Barbaliscia     | 6.646  | 41,46 | 1     |
| Forza Italia             | 2.299  | 17,55 | 3     |
| Lista Civica Barbaliscia | 1.902  | 14,52 | 2     |
| Alleanza Nazionale       | 1.012  | 7,73  | 1     |
| Nuovo PSI                | 106    | 0,81  | -     |
| Roberto Borri            | 1.923  | 12,00 | 1     |
| Comunisti Italiani       | 1.004  | 7,67  | -     |
| Lista Civica             | 363    | 2,77  | -     |
| Totale alle liste        | 13.098 | 100   | 18    |
| TOTALE                   | 16.028 | 100   | 20    |

## Frosinone

### Anagni
| Candidati e Liste               | Voti   | %      | Seggi |
| ------------------------------- | ------ | ------ | ----- |
| Franco Fiorito                  | 7.757  | 54,34  | -     |
| Alleanza Nazionale              | 1.998  | 14,93  | 4     |
| Centro Cristiano Democratico    | 1.316  | 9,84   | 3     |
| Forza Italia                    | 1.242  | 9,28   | 2     |
| Lista Civica                    | 1.106  | 8,27   | 2     |
| Lista Civica                    | 423    | 3,16   | 1     |
| Cristiani Democratici Uniti     | 264    | 1,97   | -     |
| Lista Civica                    | 233    | 1,74   | -     |
| Alberto Cocchi                  | 6.183  | 43,31  | 1     |
| Democratici di Sinistra         | 1.706  | 12,75  | 2     |
| Partito Repubblicano Italiano   | 1.630  | 12,18  | 2     |
| Socialisti Democratici Italiani | 1.098  | 8,21   | 1     |
| La Margherita                   | 784    | 5,86   | 1     |
| Rifondazione Comunista          | 574    | 4,29   | 1     |
| Comunisti Italiani              | 462    | 3,45   | -     |
| Democrazia Europea              | 410    | 3,06   | -     |
| Angela Calia                    | 336    | 2,35   | -     |
| Lista Civica                    | 134    | 1,00   | -     |
| Totale alle liste               | 13.380 | 100,00 | 19    |
| TOTALE                          | 14.276 | 100,00 | 20    |

### Cassino
| Candidati e Liste               | Voti   | %      | Seggi |
| ------------------------------- | ------ | ------ | ----- |
| Bruno Vincenzo Scittarelli      | 13.356 | 56,88  | -     |
| Forza Italia                    | 4.072  | 17,81  | 6     |
| Centro Cristiano Democratico    | 3.540  | 15,48  | 5     |
| Alleanza Nazionale              | 2.599  | 11,37  | 4     |
| Lista Civica                    | 1.549  | 6,77   | 2     |
| Cristiani Democratici Uniti     | 920    | 4,02   | 1     |
| Partito Repubblicano Italiano   | 617    | 2,70   | 1     |
| Nuovo PSI                       | 315    | 1,38   | -     |
| Destra                          | 297    | 1,30   | -     |
| Lista Civica                    | 117    | 0,51   | -     |
| Angelo Picano                   | 8.787  | 37,42  | 1     |
| Cassino Città Provincia         | 2.093  | 9,15   | 3     |
| Democratici di Sinistra         | 1.952  | 8,54   | 3     |
| Socialisti Democratici Italiani | 1.471  | 6,43   | 2     |
| La Margherita                   | 1.423  | 6,22   | 2     |
| Lista Civica                    | 559    | 2,44   | -     |
| Comunisti Italiani              | 343    | 1,50   | -     |
| Domenico Mazzieri               | 586    | 2,50   | -     |
| Rifondazione Comunista          | 446    | 1,95   | -     |
| Scipione De Micco               | 567    | 2,41   | -     |
| Democrazia Europea              | 440    | 1,92   | -     |
| Silvano Di Maula                | 186    | 0,79   | -     |
| Forza Nuova                     | 113    | 0,49   | -     |
| Totale alle liste               | 22.866 | 100,00 | 29    |
| TOTALE                          | 23.482 | 100,00 | 30    |

### Sora
| Candidati e Liste                                        | Voti   | %      | Seggi |
| -------------------------------------------------------- | ------ | ------ | ----- |
| Francesco Ganino                                         | 6.560  | 35,89  | -     |
| Democrazia Europea                                       | 2.782  | 18,24  | 5     |
| Centro                                                   | 1.669  | 10,94  | 3     |
| Alleanza Democratica                                     | 1.104  | 7,24   | 2     |
| Lista Civica                                             | 1.082  | 7,09   | 2     |
| Mario Cioffi                                             | 5.019  | 27,46  | 1     |
| Forza Italia                                             | 1.415  | 9,28   | 1     |
| Alleanza Nazionale                                       | 1.072  | 7,03   | 1     |
| Centro Cristiano Democratico-Cristiani Democratici Uniti | 994    | 6,52   | 1     |
| Lista Civica                                             | 868    | 5,69   | 1     |
| Roberto Di Ruscio                                        | 3.376  | 18,47  | 1     |
| Democratici di Sinistra-Socialisti Democratici Italiani  | 1.324  | 8,68   | 1     |
| La Margherita                                            | 858    | 5,62   | -     |
| Comunisti Italiani                                       | 220    | 1,44   | -     |
| Antonio Altobelli                                        | 2.790  | 15,26  | 1     |
| Lista Civica                                             | 824    | 5,40   | -     |
| Lista Civica                                             | 638    | 4,18   | -     |
| Danilo Spaziani                                          | 535    | 2,93   | -     |
| Rifondazione Comunista-Federazione dei Verdi             | 406    | 2,66   | -     |
| Totale alle liste                                        | 15.256 | 100,00 | 17    |
| TOTALE                                                   | 18.280 | 100,00 | 20    |

## Latina

### Fondi
| Candidati e Liste                                                 | Voti   | %     | Seggi |
| ----------------------------------------------------------------- | ------ | ----- | ----- |
| Luigi Parisella                                                   | 14.875 | 64,33 | -     |
| Forza Italia                                                      | 10.942 | 49,92 | 18    |
| Alleanza Fondana                                                  | 1.761  | 8,03  | 2     |
| Sviluppo Fondano                                                  | 1.127  | 5,14  | 1     |
| Centro Cristiano Democratico                                      | 1.065  | 4,86  | 1     |
| Rocca di Fondi                                                    | 599    | 2,73  | -     |
| Onoratino Orticello                                               | 4.120  | 17,82 | 1     |
| Alleanza Nazionale                                                | 2.031  | 9,27  | 3     |
| Cristiani Democratici Uniti                                       | 534    | 2,44  | -     |
| Litorale Fondano                                                  | 267    | 1,22  | -     |
| Antonio Sepe                                                      | 1.884  | 8,15  | 1     |
| Insieme per l'Ulivo                                               | 1.921  | 8,76  | 1     |
| Luigi Di Biasio                                                   | 1.027  | 4,44  | 1     |
| Per un'Altra Fondi (Rifondazione Comunista-Federazione dei Verdi) | 787    | 3,59  | -     |
| Onorato Mazzarrino                                                | 979    | 4,23  | 1     |
| Nuovo PSI                                                         | 731    | 3,34  | -     |
| Mario Di Norcia                                                   | 237    | 1,02  | -     |
| Italia dei Valori                                                 | 153    | 0,70  | -     |
| Totale alle liste                                                 | 21.918 | 100   | 26    |
| TOTALE                                                            | 23.122 | 100   | 30    |

### Formia
| Candidati e Liste                    | Voti   | %      | Seggi |
| ------------------------------------ | ------ | ------ | ----- |
| Antonio Miele                        | 13.456 | 56,34  | -     |
| Forza Italia                         | 5.654  | 25,94  | 9     |
| Centro Cristiano Democratico         | 4.961  | 22,76  | 8     |
| Alleanza Nazionale                   | 1.614  | 7,40   | 2     |
| Fiamma Tricolore                     | 534    | 2,45   | -     |
| Cristiani Democratici Uniti          | 191    | 0,88   |       |
| Maurizio Costa                       | 9.379  | 39,27  | 1     |
| Democratici di Sinistra              | 3.768  | 17,29  | 5     |
| Partito Popolare Italiano            | 2.819  | 12,93  | 4     |
| Lista Civica per Formia              | 887    | 4,07   | 1     |
| Comunisti Italiani                   | 418    | 1,92   | -     |
| Giovanni Di Russo                    | 582    | 2,44   | -     |
| Italia dei Valori                    | 509    | 2,34   | -     |
| Rosario Mancini                      | 465    | 1,95   | -     |
| Partito della Rifondazione Comunista | 443    | 2,03   | -     |
| Totale alle liste                    | 21.798 | 100,00 | 29    |
| TOTALE                               | 23.882 | 100,00 | 30    |

### Terracina
| Candidati e Liste           | Voti   | %      | Seggi |
| --------------------------- | ------ | ------ | ----- |
| Stefano Nardi               | 9.516  | 33,58  | -     |
| Alleanza Nazionale          | 6.127  | 24,33  | 11    |
| Cristiani Democratici Uniti | 1.667  | 6,62   | 3     |
| Massimo Procaccini          | 11.122 | 39,25  | 1     |
| Forza Italia                | 7.733  | 30,71  | 7     |
| Udeur                       | 1.594  | 6,33   | 1     |
| Forza Terracina             | 1.002  | 3,98   | -     |
| Salvatore Giannetti         | 4.249  | 14,99  | 1     |
| Democratici di Sinistra     | 4.197  | 16,67  | 2     |
| Sandro Marigliani           | 2.746  | 9,69   | 1     |
| Democrazia Europea          | 2.336  | 9,28   | 3     |
| Sergio Rossi                | 704    | 2,48   | -     |
| Rifondazione Comunista      | 522    | 2,07   | -     |
| Totale alle liste           | 25.178 | 100,00 | 27    |
| TOTALE                      | 28.337 | 100,00 | 30    |